# Herichthys
Herichthys è un genere di pesci d'acqua dolce appartenente alla grande famiglia Cichlidae, sottofamiglia Cichlasomatinae.

## Distribuzione e habitat
I pesci del genere Herichthys sono diffusi in America Settentrionale, endemici del Messico.

## Acquariofilia
Alcune specie sono allevate da acquariofili appassionati.

## Specie
Il genere comprende 9 specie:
- Herichthys bartoni
- Herichthys carpintis
- Herichthys cyanoguttatus
- Herichthys deppii
- Herichthys labridens
- Herichthys minckleyi
- Herichthys pantostictus
- Herichthys steindachneri
- Herichthys tamasopoensis